# Clay Condrey
Clayton Lee Condrey dit Clay Condrey, né le 19 novembre 1975 à Beaumont (Texas), est un joueur américain de baseball évoluant en Ligue majeure de baseball de 2002 à 2009. Après la saison 2009, ce lanceur de relève compte 179 matches pour une moyenne de points mérités de 4,10. Clay Condrey rejoint les Twins du Minnesota en janvier 2010.

## Carrière
Après ses études secondaires à la Navasota High School de Navasota (Texas), Clay Condrey sit des études secondaires à la McNeese State University et au Angelina College.
1728e et dernier choix de la draft de juin 1996, Clay Condrey ne signe pas chez les Yankees de New York qui l'avaient sélectionné. Il est recruté comme agent libre amateur le 29 juin 1998 par les Padres de San Diego. Condrey passe près de cinq saisons en Ligues mineures avant d'effectuer ses débuts en Ligue majeure le 28 août 2002.
Avant sa dernière année de contrat chez les Padres, Condrey est transféré le 28 mars 2004 chez les Phillies de Philadelphie. Il prolonge chez les Phillies à l'issue de la saison 2004 mais reste cantonné aux Ligues mineures en 2004 et 2005.
Il participe à la saison 2008 des Phillies qui s'achève en victoire lors de le Série mondiale 2008, sans toutefois prendre part aux matches de la Série mondiale. Ses apparitions en Séries éliminatoires se limitent aux deux tours précédents la grande finale. Un an plus tard, il est toujours sous l'uniforme des Phillies, mais ne participe pas aux séries éliminatoires.
Devenu agent libre après la saison 2009, il s'engage le 6 janvier 2010 avec les Twins du Minnesota pour une saison. 

## Statistiques
| Saison | Équipe       | G   | GS | CG | SHO | V  | D  | SV | IP    | SO  | ERA  |
| ------ | ------------ | --- | -- | -- | --- | -- | -- | -- | ----- | --- | ---- |
| 2002   | San Diego    | 9   | 3  | 0  | 0   | 2  | 2  | 0  | 26.2  | 16  | 1,69 |
| 2003   | San Diego    | 9   | 6  | 0  | 0   | 1  | 2  | 0  | 34.0  | 25  | 8,47 |
| 2006   | Philadelphie | 21  | 0  | 0  | 0   | 2  | 2  | 0  | 28.2  | 16  | 3,14 |
| 2007   | Philadelphie | 39  | 0  | 0  | 0   | 5  | 0  | 2  | 28.2  | 27  | 5,04 |
| 2008   | Philadelphie | 56  | 0  | 0  | 0   | 3  | 4  | 1  | 69.0  | 34  | 3,26 |
| 2009   | Philadelphie | 45  | 0  | 0  | 0   | 6  | 2  | 1  | 42.0  | 25  | 3,00 |
| Totaux | Totaux       | 179 | 9  | 0  | 0   | 18 | 12 | 4  | 250.1 | 143 | 4,10 |

| Saison | Équipe       | G | GS | CG | SHO | V | D | SV | IP  | SO | ERA  |
| ------ | ------------ | - | -- | -- | --- | - | - | -- | --- | -- | ---- |
| 2007   | Philadelphie | 1 | 0  | 0  | 0   | 0 | 0 | 0  | 1.2 | 2  | 5,40 |
| 2008   | Philadelphie | 2 | 0  | 0  | 0   | 0 | 0 | 0  | 1.2 | 1  | 5,40 |
| Totaux | Totaux       | 3 | 0  | 0  | 0   | 0 | 0 | 0  | 3.1 | 3  | 5,40 |

Note : G = Matches joués ; GS = Matches comme lanceur partant ; CG = Matches complets ; SHO = Blanchissages ; 
V = Victoires ; D = Défaites ; SV = Sauvetages ; IP = Manches lancées ; SO = Retraits sur des prises ; ERA = Moyenne de points mérités.